# Orthocladius fossarum
Orthocladius fossarum är en tvåvingeart som först beskrevs av Jean-Jacques Kieffer 1909.  Orthocladius fossarum ingår i släktet Orthocladius och familjen fjädermyggor.
Artens utbredningsområde är Tyskland. Inga underarter finns listade i Catalogue of Life.